# 凹石
凹石（くぼみいし）とは、こぶし大の円礫・楕円礫のほぼ中央に浅い凹みをもつ礫石器。蜂巣石（はちのすいし）や雨垂石（あまだれいし）の呼称もある。

## 用途
凹みは打撃を加えたものと回転摩擦痕跡によるものがある。堅果類の殻割りに用いられた道具ともいわれているが、はっきりした用途は分かっていない。後世になって炉の縁石に転用されるようになった。